# 藤田将利
藤田 将利（ふじた まさとし、1月9日 - ）は、日本の男性声優。東京都出身。ケンユウオフィス所属。

## 来歴
アミューズメントメディア総合学院卒業。
以前はオフィスCHK、ウィングウェーヴに所属していた。
2023年12月1日、ウィングウェーヴを退所、フリー期間を経て、2024年4月1日、ケンユウオフィスに移籍したことを自身のSNSにて発表。

## 人物
特技はボクシング、トロンボーン演奏。趣味はバイクツーリング、筋トレ、FPSゲーム、格闘ゲーム。

## 出演

### テレビアニメ
- 喧嘩独学（2024年、男性カメラマン[5]）
- るろうに剣心 -明治剣客浪漫譚- 京都動乱（2024年、敵[6]）
- 神統記（テオゴニア）（2025年、ラグ村兵士[7]）

### 劇場アニメ
- SAND LAND（2023年、サンドランド国王軍兵士）
- 劇場版 オーバーロード 聖王国編（2024年）

### Webアニメ
- SAND LAND: THE SERIES（2024年、通信の声、サンドランド国王軍兵士）
- カイリューとゆうびんやさん（2025年）

### ゲーム
- The Last of Us Part II（2020年）
- アサシン クリード ヴァルハラ（2020年、ハイサム）
- コール オブ デューティ ブラックオプス 6（2024年、サイード・アラウィ、ドウェイン・グリシャム）
- 逆転オセロニア（2025年、ガディオース）

### 吹き替え

#### 映画
- アナザー（警官、男1）
- EMMA/エマ デッド・オア・キル（ボエラ）
- キックボクサー リジェネレーション（カヴィ）
- グラウンドブレイク 都市壊滅（スレン）
- ザ・クルー（ルドワン）
- ザ・ボーイ〜人形少年の館〜（ブラームス、タクシー運転手）
- JACKASS 3（ブランドン）
- JACKASS FOREVER
- スキン・コレクター（ジョナス）
- ストーンウォール（ジョー〈カール・グルスマン〉）
- チャンプ（ジミー）
- ドント・ハングアップ（ロイ）
- ナイト・ストーム（青年 他）
- ネイビーシールズ:オペーレションZ（ベントリー）
- バッド・ウェイヴ（ジジ、オスカー）
- 必殺処刑チーム（ビル）
- プリズン・エクスペリメント（ピーター・ミッチェル / 819番〈タイ・シェリダン〉）
- ペット 檻の中の乙女（エリック）
- ベビー・シッターズ・クラブ
- ホール・イン・ザ・グラウンド（ロブ 他）
- マッド・ダディ（デイモン 他）
- 魔法の恋愛書/Think like A Man（ジャンニ）
- メガストーム
- モーターギャング（ノイジー）
- ライオット・クラブ（エド）
- リミット・オブ・アサシン（司会者、SUVドライバー2 他）
- キラー・セラピー（ハイランド 他）
- ザ・ウェイバック（アマート）
- ナイト・ストーム
- エミリア・ペレス（グスタボ・ブルン〈エドガー・ラミレス〉[8]）

#### ドラマ
- 国を売る人（フレディ）
- サイテーでサイコーの週末（ヴァーン 他）
- 13の理由 シーズン3.4（モンゴメリー・デラクルーズ）
- Bitten -わたしを愛した狼-（ブラクストン）
- ブラインドスポット タトゥーの女（FBI男1、2）
- ブラックライトニング（兵士 他）
- クワンティコ FBIアカデミーの真実 シーズン3
- シングル・アゲイン（サム）
- ザ・クエスト エヴァレルムの勇者たち（オーラの守衛2）
- アリーチェの物語
- ベビーシッターズクラブ シーズン1（スコット 他）
- ベビーシッターズクラブ シーズン2（ジョン・ラムジー）
- ファミリー・マン（パシャ 他）
- ファミリーストーリー〜これみんな家族なの？〜パート4（ローマン）
- 秘密結社ベネディクト団（トム 他）
- THE LAST OF US（兵士）

#### アニメ
- サマーキャンプ・アイランド（ピザ、サメ 他）
- 時光代理人 -LINK CLICK-（学生）
- フライ!（ネズミ）
- ボージャック・ホースマン（クーパー）
- マイリトルポニー〜トモダチは魔法〜（スネイルズ、キングソンブラ）
- 魔法が解けて（ベントウッド国王、スカイ 他）
- スペースドギーズ シーズン2（兵士）

### ボイスオーバー
- The Grand Tour シーズン2（ブライアン・ウィルソン、アンソニー・ジョシュア）
- The Grand Tour シーズン5
- タゴール・ソングス（クナル 他）
- ディスカバリーチャンネル「愛という名の凶器」（カルロス・クリストファー）
- ナショナル ジオグラフィック「エジプト遺産の守り人」（アハメド・サレハ博士）
- ナショナル ジオグラフィック　バ科学7 「リチウムイオン電池の法則」「味覚の法則」
- ディスカバリーチャンネル 「BigドリームSmallハウス」
- ナショナル ジオグラフィック「密着！シークレットサービスの極秘戦略」
- ナショナル ジオグラフィック「スネークシティ4」
- ナショナル ジオグラフィック「人喰いザメがやってきた3.4」
- ナショナル ジオグラフィック「テキサスWILDパトロール！シーズン7」
- ナショナル ジオグラフィック「密着！麻薬捜査vsカルテル」
- アニマルプラネット「野良猫ウォーズ」
- ディスカバリーチャンネル「NASA潜入 イノベーションの舞台裏」

### 舞台
- Img主催「明日の卒業生たち」
- NoTitleプロデュース公演「ナツノオト」「打ち上げ花火が上がる前に」（中野）
- 朗読劇タチヨミ 第0巻
- 朗読劇タチヨミ 第4巻
- ゆめつむ朗読ステージ「私立生天目高等学校タメ技部」